# Lewis County (Washington)

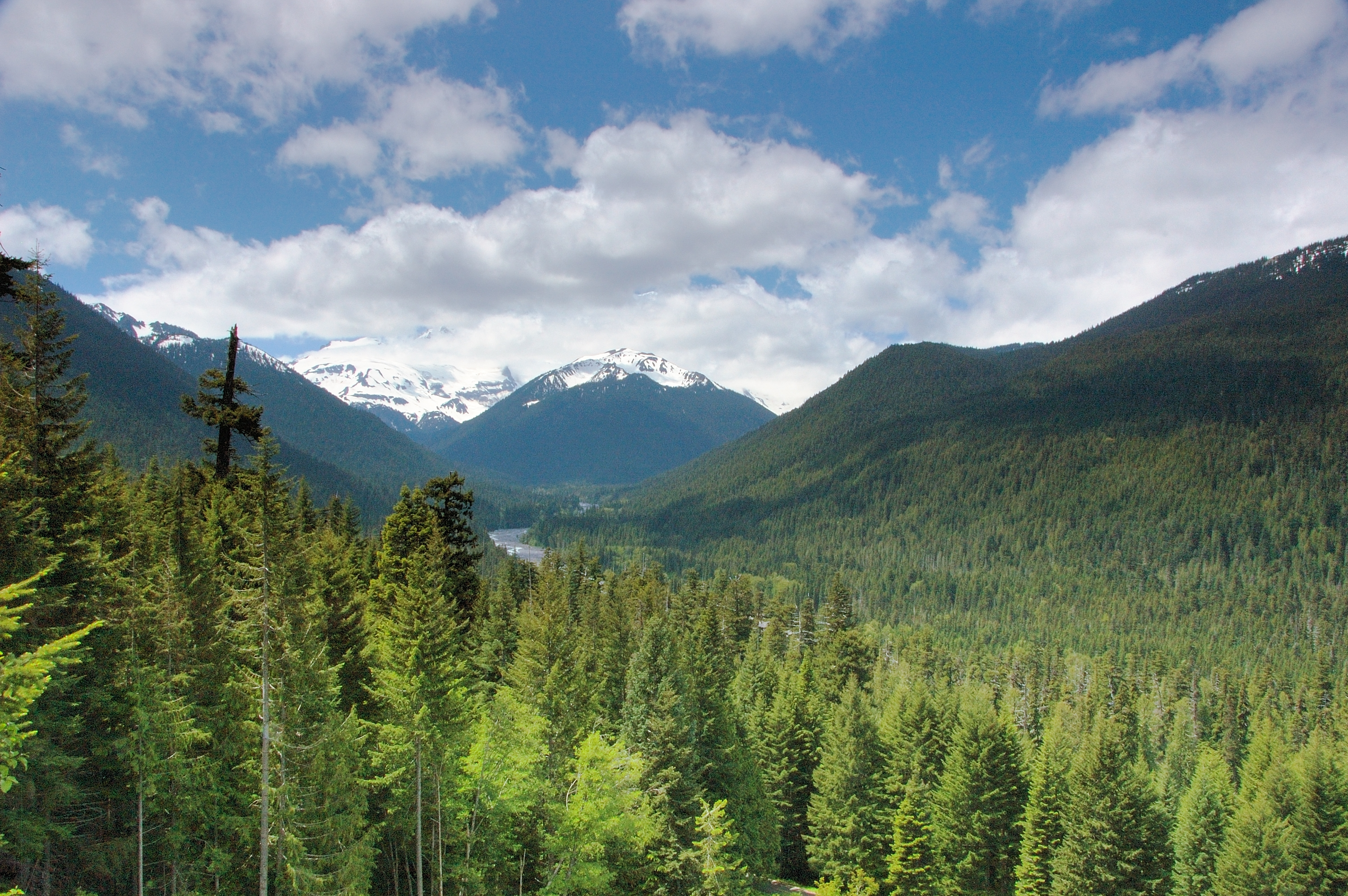
Mount-Rainier-Nationalpark

Das Lewis County ist ein County im US-Bundesstaat Washington. Im Jahr 2020 hatte das County 82.149 Einwohner und eine Bevölkerungsdichte von 13,2 Einwohnern pro Quadratkilometer. Der Sitz der Countyverwaltung (County Seat) ist Chehalis.

## Geographie

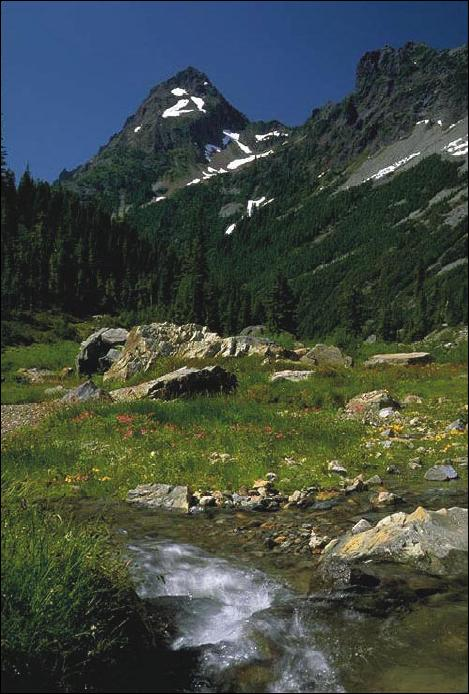
Mt. Baker-Snoqualmie National Forest

Das County liegt im mittleren Südwesten von Washington und wird in Nord-Süd-Richtung von der Kaskadenkette durchzogen. Der Cowlitz River entwässert den größten Teil des Gebietes. Das Lewis County hat eine Fläche von 6.310 Quadratkilometern; davon sind 74 Quadratkilometer (1,18 Prozent) Wasserflächen. Es grenzt an folgende Nachbarcountys:
| Grays Harbor County | Thurston County | Pierce County   |
| Pacific County      |                 | Yakima County   |
| Wahkiakum County    | Cowlitz County  | Skamania County |

### Nationale Schutzgebiete
Das Lewis County hat jeweils Anteil an folgenden Schutzgebieten:
- Gifford Pinchot National Forest
- Mount Baker-Snoqualmie National Forest
- Mount-Rainier-Nationalpark
- Mount St. Helens National Volcanic Monument

## Geschichte

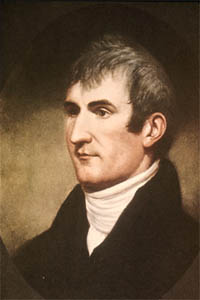
M. Lewis

Das Lewis County wurde am 19. Dezember 1845 als Original-County aus dem Oregon-Territorium gebildet. Benannt wurde es nach dem Entdecker, Soldaten und Verwaltungsbeamten Meriwether Lewis. Er war maßgeblich an der Planung und Ausführung der Lewis-und-Clark-Expedition (Corps of Discovery, Entdeckungskorps) beteiligt.

## Demografische Daten

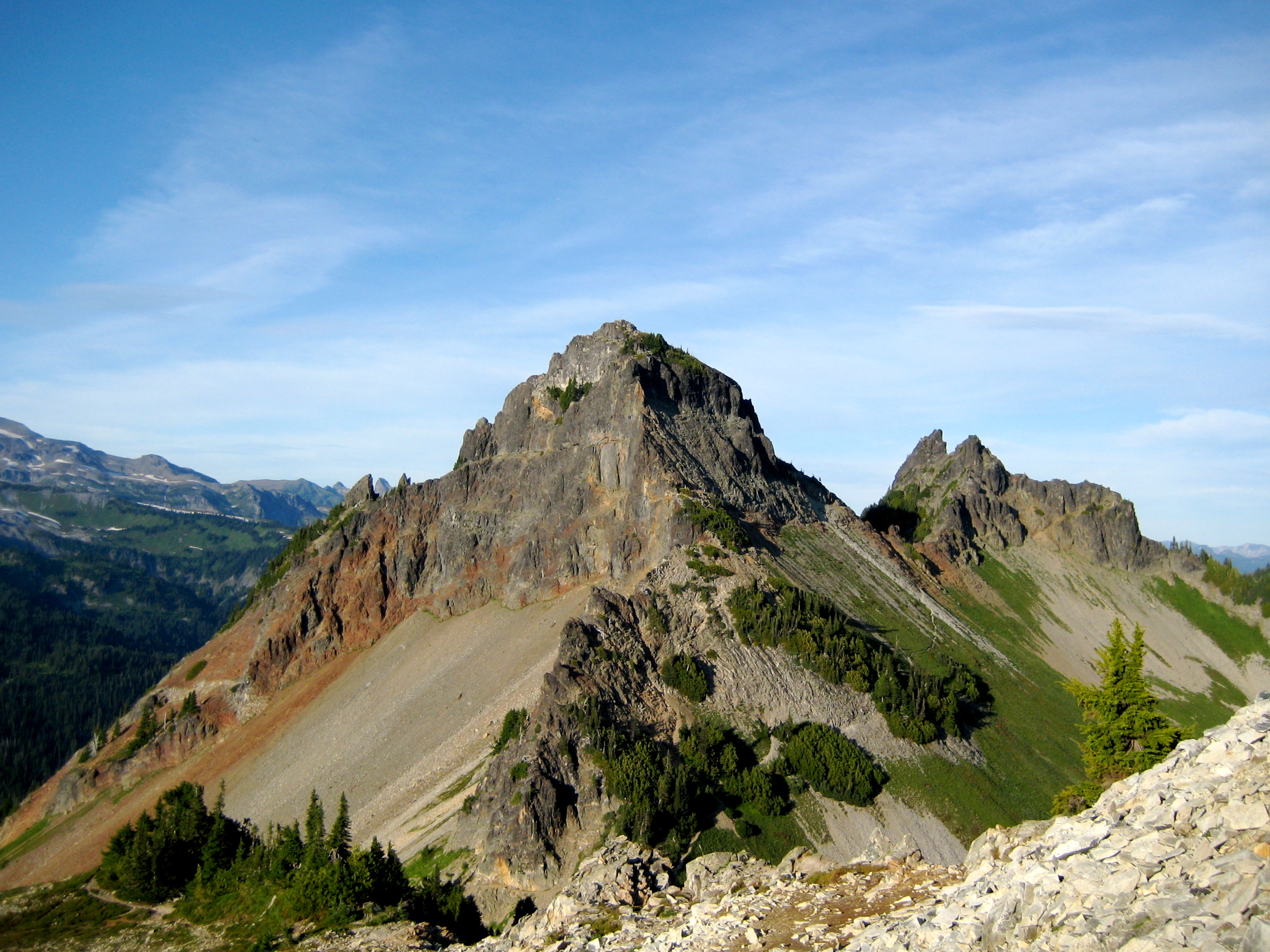
Pinnacle Peak

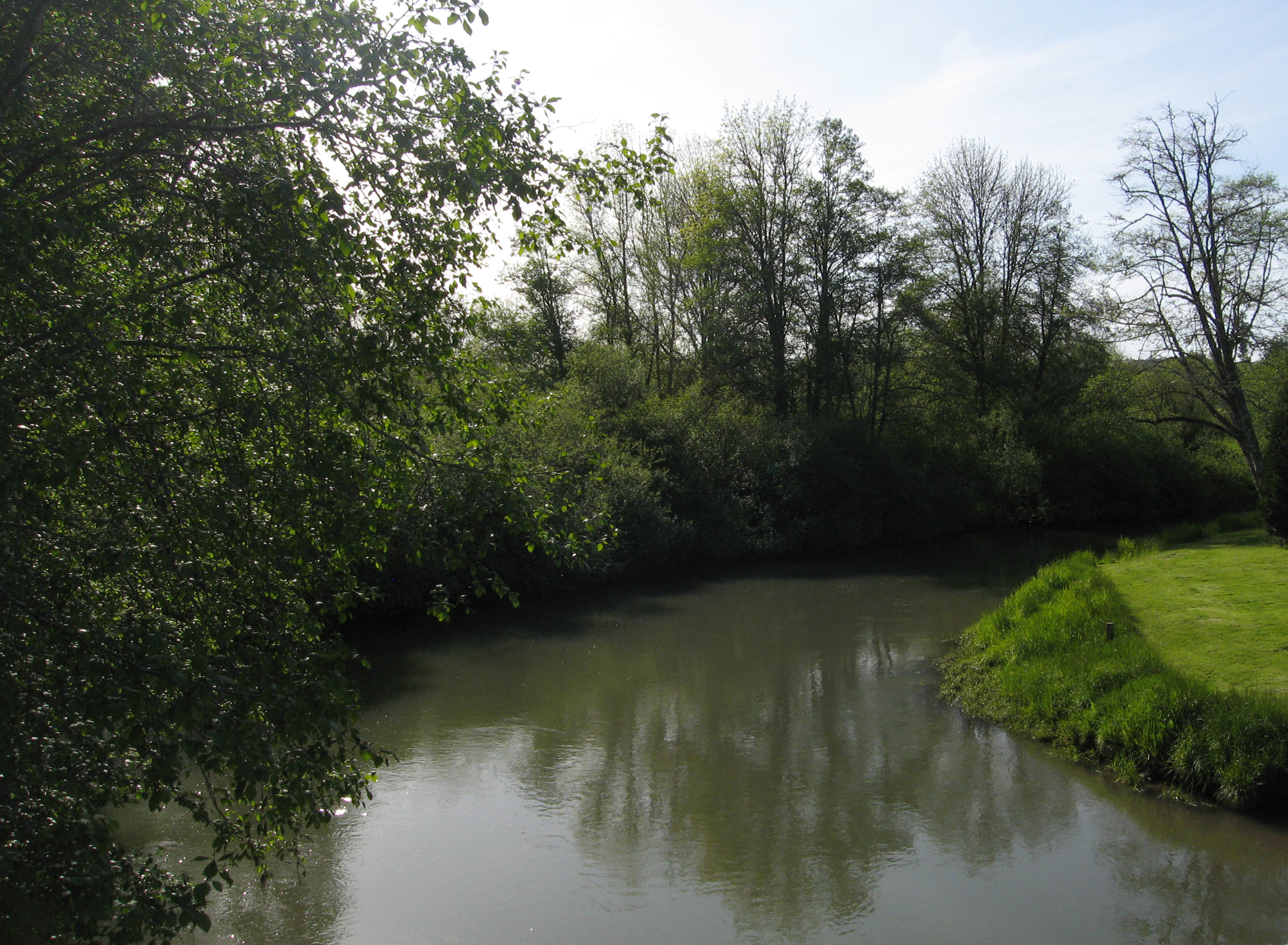
Skookumchuck River

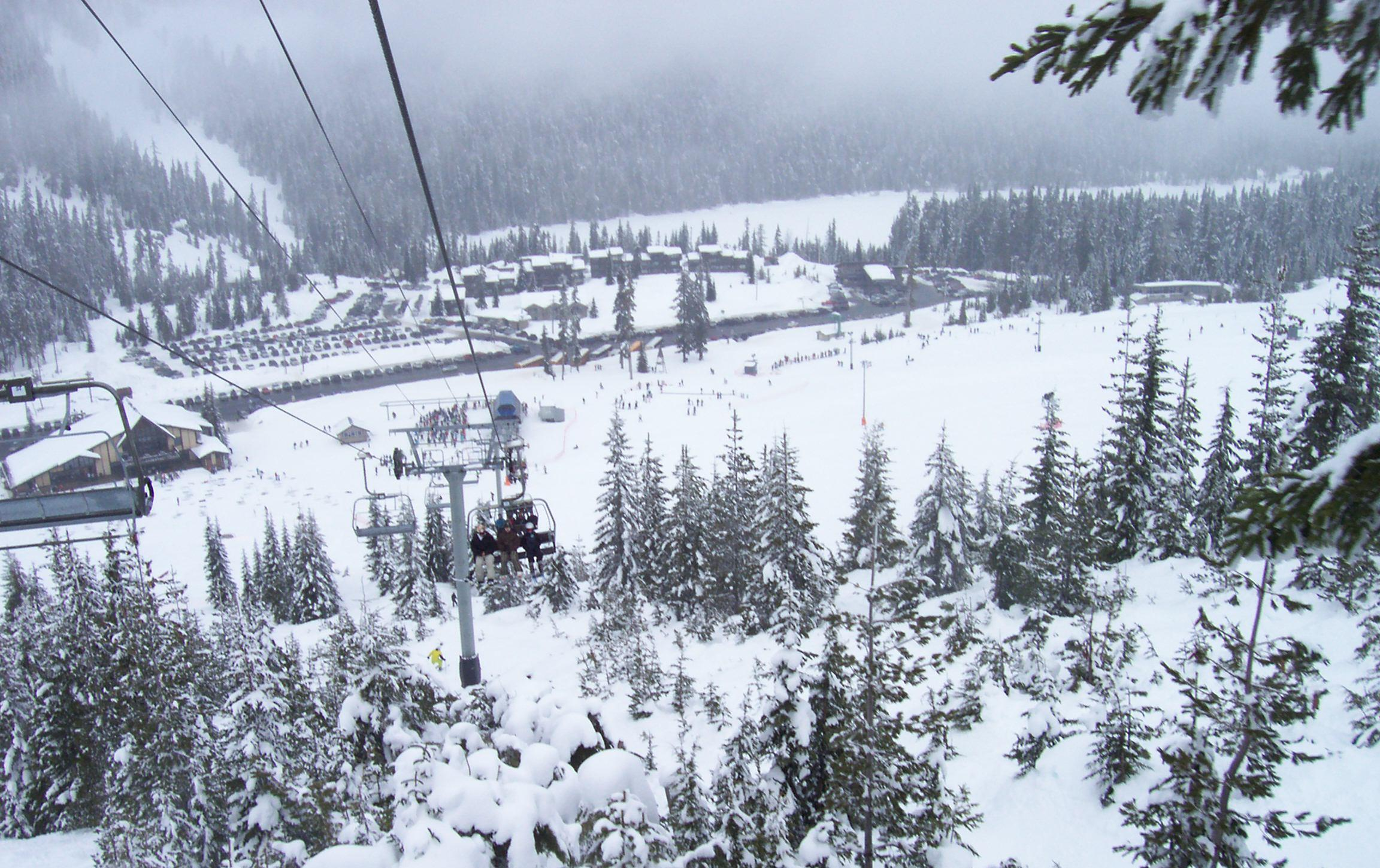
White Pass Ski Area

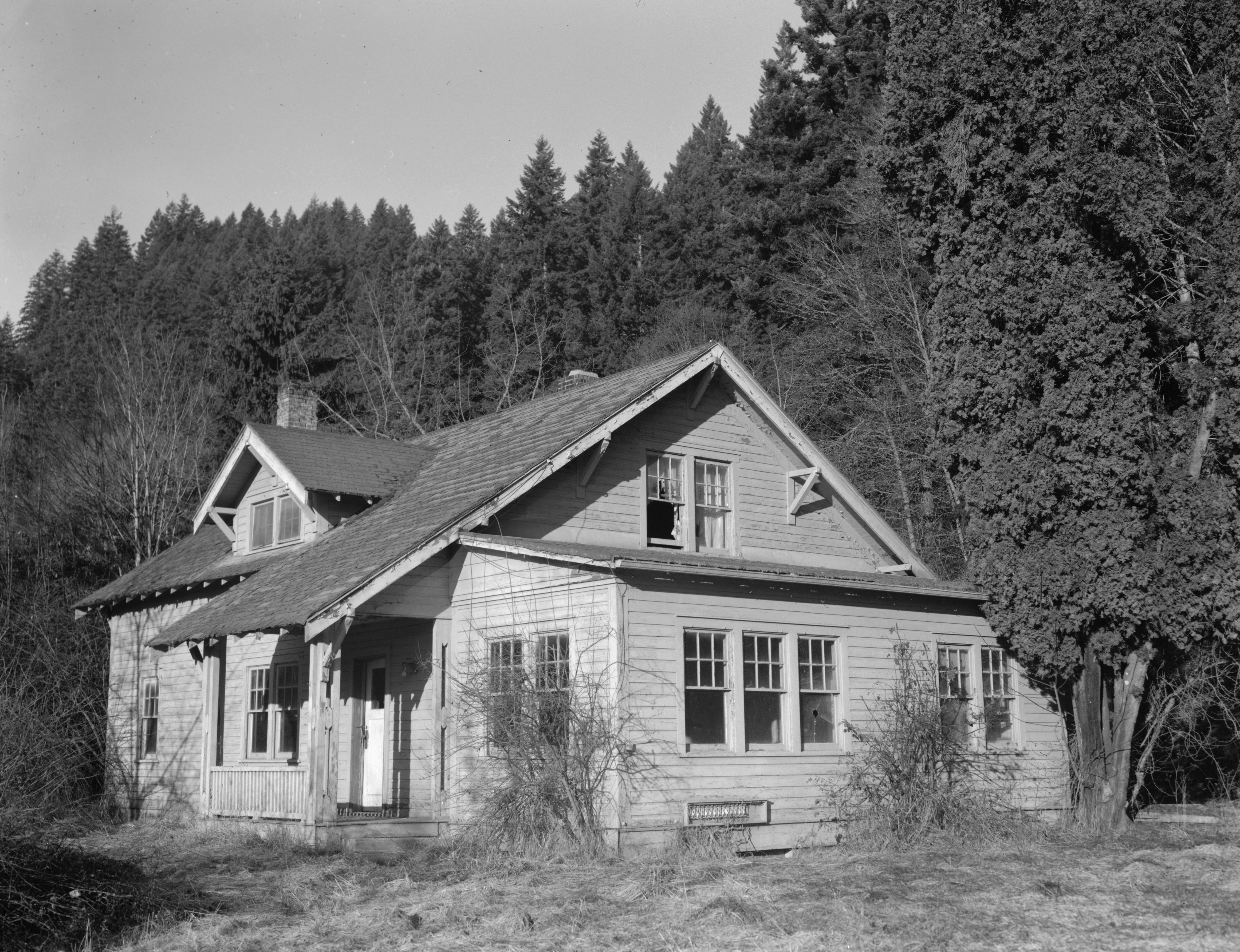
Randle Ranger Station, seit 1986 im NRHP gelistet

Nach der Volkszählung im Jahr 2010 lebten im Lewis County 75.455 Menschen in 28.297 Haushalten. Die Bevölkerungsdichte betrug 12,1 Einwohner pro Quadratkilometer.
Ethnisch betrachtet setzte sich die Bevölkerung zusammen aus 89,7 Prozent Weißen, 0,5 Prozent Afroamerikanern, 1,4 Prozent amerikanischen Ureinwohnern, 0,9 Prozent Asiaten sowie aus anderen ethnischen Gruppen; 3,2 Prozent stammten von zwei oder mehr Ethnien ab. Unabhängig von der ethnischen Zugehörigkeit waren 8,7 Prozent der Bevölkerung spanischer oder lateinamerikanischer Abstammung.
In den 28.297 Haushalten lebten statistisch je 2,56 Personen.
23,1 Prozent der Bevölkerung waren unter 18 Jahre alt, 59,6 Prozent waren zwischen 18 und 64 und 17,3 Prozent waren 65 Jahre oder älter. 50,0 Prozent der Bevölkerung war weiblich.

Das jährliche Durchschnittseinkommen eines Haushalts lag bei 42.365 USD. Das Prokopfeinkommen betrug 21.689 USD. 15,1 Prozent der Einwohner lebten unterhalb der Armutsgrenze.

## Verkehr
Der ÖPNV im County ist kostenlos.

## Orte im Lewis County
Citys
| - Centralia - Chehalis - Morton - Mossyrock | - Napavine - Toledo - Vader - Winlock |

Town
- Pe Ell

Census-designated place (CDP)
- Fords Prairie

andere Unincorporated Communities
| - Adna - Ajlune - Alpha - Boistfort - Bunker - Carlson - Carriage Hill - Ceres | - Cinebar - Claquato - Curtis - Doty - Dryad - Ethel - Evaline - Forest | - Galvin - Glenoma - Guerrier - Harmony - Kalber - Klaber - Knab - Kosmos | - Lacamas - Lindberg - Littell - Marys Corner - Mineral - Newaukum - Onalaska - Packwood | - Randle - Saint Urbans - Salkum - Silver Creek - Waunch Prairie - Wildwood |

## Gliederung
Das Lewis County ist in 12 Census County Divisions (CCD) eingeteilt:
| CCD                    | Einwohner (2010) | FIPS     |
| ---------------------- | ---------------- | -------- |
| Big Bottom CCD         | 2911             | 53-90208 |
| Bunker CCD             | 3379             | 53-90352 |
| Centralia-Chehalis CCD | 31.069           | 53-90512 |
| Ethel CCD              | 3303             | 53-91088 |
| Logan Hill CCD         | 3819             | 53-91648 |
| Mineral CCD            | 4175             | 53-91984 |
| Morton CCD             | 2931             | 53-92016 |
| Mossyrock CCD          | 4652             | 53-92048 |
| Napavine CCD           | 5571             | 53-92120 |
| Newaukum Prairie CCD   | 2608             | 53-92146 |
| Toledo-Vader CCD       | 3945             | 53-93448 |
| Winlock-Pe Ell CCD     | 7092             | 53-93816 |